# ديرموت فيتزباتريك
ديرموت فيتزباتريك (بالإنجليزية: Dermot Fitzpatrick)‏ هو سياسي أيرلندي، ولد في 12 أبريل 1940. حزبياً، نشط في فيانا فايل.

## مناصب
- انتخب عضو مجلس الشيوخ من أيرلندا عن دائرة الأعضاء المعينون في مجلس الشيوخ الأيرلندي [الإنجليزية]‏ وقد انضم خلال فترته النيابية ‏ (17 سبتمبر 1997 – 17 مايو 2002)  للكتلة البرلمانية فيانا فايل.
- في الانتخابات العمومية الإيرلندية 1987 [الإنجليزية]‏، انتخب نائب دييل عن دائرة دبلن المركزية [الإنجليزية]‏ وقد انضم خلال فترته النيابية ‏ (10 مارس 1987 – 25 مايو 1989)  للكتلة البرلمانية فيانا فايل.
- في الانتخابات العمومية الإيرلندية 1989 [الإنجليزية]‏، انتخب نائب دييل عن دائرة دبلن المركزية [الإنجليزية]‏ وقد انضم خلال فترته النيابية ‏ (29 يونيو 1989 – 5 نوفمبر 1992)  للكتلة البرلمانية فيانا فايل.
- في الانتخابات العمومية الإيرلندية 2002 [الإنجليزية]‏، انتخب نائب دييل عن دائرة دبلن المركزية [الإنجليزية]‏ وقد انضم خلال فترته النيابية ‏ (6 يونيو 2002 – 26 أبريل 2007)  للكتلة البرلمانية فيانا فايل.